# Silvestro Daziari
Silvestro Daziari (Venezia, anni 1430 – Roma, gennaio 1487) è stato un vescovo cattolico e umanista italiano.

## Biografia
La sua biografia presenta numerose lacune a causa della scarsità di notizie.
Figlio del pellicciaio Nicolò, nacque in una famiglia popolare ma benestante. Il suo nome compare per la prima volta in un documento del 26 marzo 1439 quando era alunno della chiesa di San Pantalon; nel 1457 e nel 1462 risulta rispettivamente chierico e diacono nella stessa parrocchia. Nel frattempo era divenuto anche priore della chiesa di San Marco di Loreo: con questo titolo è infatti nominato il 7 ottobre 1457, quando il vescovo di Chioggia Pasqualino Centoferri lo eleggeva canonico della sua diocesi.
Da questo momento il Daziari condusse la propria esistenza a Chioggia e il 24 settembre 1463 venne ordinato sacerdote dal nuovo vescovo Nicolò Inversi. Le sue capacità gli valsero più tardi la nomina a cubiculario di papa Sisto IV che ne apprezzò la preparazione umanistica e soprattutto la sua disponibilità ad occuparsi dei rapporti tra la Santa Sede e la Repubblica di Venezia.
In quel periodo la Serenissima era duramente impegnata nella lotta contro i Turchi. Si dovrebbe quindi alla mediazione del Daziari l'intervento del Papato nel conflitto, che contribuì con iniziative e forze militari. Dopo alcuni successi iniziali, tuttavia, la sconfitta dell'alleato Uzun Hasan nella battaglia di Terdschan (26 luglio 1473) fece precipitare la situazione dei Veneziani: guidati dal sultano Maometto II, i Turchi poterono attaccare la Dalmazia e l'Albania, concentrando i propri sforzi attorno a Scutari che venne assediata.
Dal canto suo, il papa offrì finanziamenti e vettovaglie alle popolazioni costiere stremate dai combattimenti. Dei rifornimenti venne incaricato proprio il Daziari che nell'estate del 1474 giunse in Puglia con alcune navi da carico. Passò un certo periodo a Barletta ad attendere l'arrivo di granaglie e profittò di questo momento di inattività per dedicarsi alla trascrizione di testi classici. Inoltre, alla fine degli Economici di Aristotele tradotti da Leonardo Bruni, lasciò una breve descrizione del compito assegnatogli: da questa apprendiamo che, una volta caricate le imbarcazioni, poté ripartire solo dodici giorni dopo per le cattive condizioni meteorologiche.
La missione fu comunque un successo e gli fruttò la nomina a vescovo di Chioggia. In realtà, dopo la morte dell'Inversi (novembre 1479) gli organi ecclesiastici e civili della città avevano proposto il prete Giorgio Baffo al Senato, e quest'ultimo aveva dato parere favorevole. L'ultima parola, però, spettò al pontefice che gli preferì il Daziari. Tuttavia anche il governo accettò di buon grado la sua nomina, ritenendolo un esempio nella guerra contro i Turchi.
Consacrato vescovo a Roma il 3 aprile 1480, lunedì dell'Angelo, il Daziari passò gran parte del suo episcopato lontano da Chioggia, preferendo soggiornare presso la Santa Sede. Il 2 ottobre successivo era nella città lagunare, dove nominava priore dell'ospedale di Loreo un certo Marco. Elesse quindi suo vicario il canonico Tommaso Boscolo, mentre l'anno successivo concluse la ricostruzione della chiesa della Confraternita della Santa Croce. Il 14 giugno 1481 ottenne sessanta fiorini d'oro contesi con la diocesi di Famagosta, mentre nel 1482 venne rappresentato da suo fratello Giacomo nel processo contro una tale Caterina, serva del predecessore. Dall'inizio del 1483 è attestata la sua presenza a Roma, così come sul finire del 1484; tornato per un periodo in diocesi - nel giugno 1485 era a Cavarzere -, nel novembre 1485 ricompare a Roma e alla metà di dicembre presenziava alle esequie dell'arcivescovo di Benevento Leonardo Griffi.
Anche i suoi funerali si svolsero a Roma, il 27 gennaio 1487 presso la chiesa di San Salvatore in Lauro. Tre giorni prima gli era succeduto alla cattedra clodiense Bernardino Venier; quest'ultimo lamentò, in un libro di memorie, come i parenti del Daziari avessero letteralmente saccheggiato il palazzo vescovile dopo la sua morte: al suo primo ingresso vi aveva trovato solo un letto e due panche.